# Лавес, Фриц

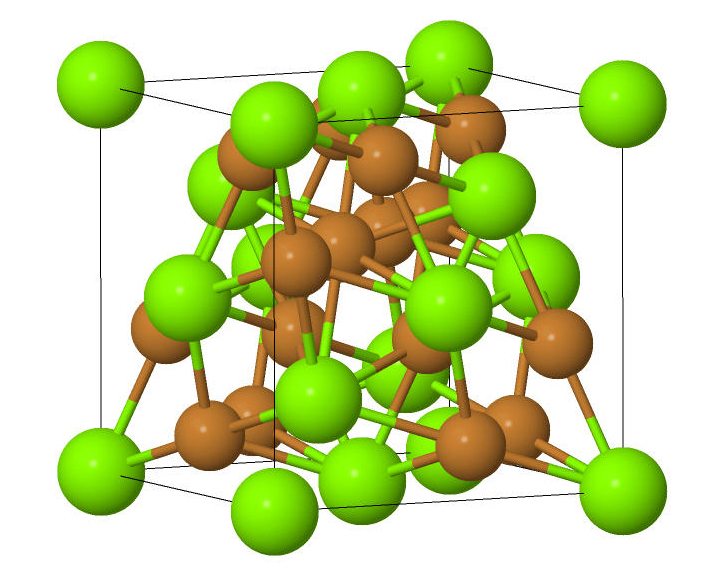
Элементарная ячейка фазы Лавеса типа MgCu_{2}. Зелёным показаны атомы магния

Фриц Лавес (нем. Fritz Laves, 27 февраля 1906, Ганновер — 12 августа 1978) — немецкий минералог и кристаллограф. В честь Фрица Лавеса, описавшего структуру и условия образования наиболее многочисленного класса родственных интерметаллических соединений, эти соединения получили название фаз Лавеса.

## Биография
Фриц Лавес был потомком известного немецкого архитектора Георга Людвига Фридриха Лавеса (Georg Ludwig Friedrich Laves), от которого он унаследовал не только несколько картин XVIII—XIX веков, но и хорошее пространственное воображение. Он родился в Ганновере, но большую часть своей юности провел в Гёттингене, где в 1924 году окончил среднюю школу. Лавес продолжил образование, посвятив себя изучению естественных наук, включая минералогию. Он начал обучение в Инсбруке (1924 г.), продолжил его в Геттингене (1924-1926 гг.) и, наконец, перебрался Цюрих, где его захватили идеи кристаллографа Пауля Ниггли и он понял, что нашёл своё призвание. В Цюрихе Фриц Лавес защитил докторскую диссертацию на тему «Строительные элементы в кристаллических структурах» (нем. Die Bauzusammenhänge innerhalb der Kristallstrukturen). Вплоть до 1930 года он занимал должности докторанта и ассистента в Цюрихском университете.
С 1932 по 1943 гг. Лавес работал в Гёттингенском университете, до 1945 года жил в Галле, после чего до 1948 года работал в университете Марбурга. В эти годы он занимался исследованиями кристаллической структуры металлов, интерметаллидов и неорганических соединений вообще, а также интересовался упорядочением/разупорядочением в кристаллах.
Будучи ассистентом В. М. Гольдшмидта и вдохновлённый школой Г. Таммана, Лавес в соавторстве с Х. Витте и некоторыми другими учёными выявил факторы, определяющие структуру интерметаллидов. Помимо геометрических факторов, управляющих упаковкой сфер-атомов, рассматривалось также влияние валентных электронов, ионной связи и аномального сокращения объёма. В эти же годы Лавес определяет кристаллическую структуру и условия формирования интерметаллических соединений со стехиометрией AB2, впоследствии получивших название фаз Лавеса.
В годы Третьего рейха Лавес старался спасти своего еврейского коллегу В. М. Гольдшмидта от увольнения, пытаясь организовать в его поддержку членов факультета науки Гёттингенского университета. После окончания Второй мировой войны Лавес стал членом комиссии при Марбургском университете, решившей повторно трудоустроить профессоров, лишившихся работы в нацистском государстве.
Начиная с 1948 года Фриц Лавес работает в Чикагском университете. Здесь происходит смена объекта его научных исследований: теперь его интересует упорядочение-разупорядочение в силикатах и, в частности, в полевых шпатах. Причём на новом месте работы Лавес с удовольствием применяет новые методы исследования (инфракрасная спектроскопия, просвечивающая и сканирующая электронная микроскопия и др.), выполняя их собственными руками.
В 1954 году Ф. Лавес принял кафедру Минералогии в Швейцарской технической школе Цюриха. Он сменил на посту руководителя кафедры своего учителя П. Ниггли и занимал его вплоть до своей отставки, несмотря на предложения директорского поста в Институте им. Фритца Габера в Обществе Макса Планка.
Лавес был женат на архитекторе Мелитте Друкенмюллер (нем. Melitta Druckenmüller), которая оказалась неоценимой помощницей в работе, особенно в графическом представлении кристаллических структур.
В 1972 году Лавес перенёс сердечный приступ, но благодаря заботе жены быстро поправился и продолжал научную работу до конца своей жизни.

## Основные достижения
- Определил кристаллическую структуру большого числа интерметаллических соединений, включая структуры фаз Лавеса со стехиометрическим составом AB2, названных в честь учёного;
- исследовал структуру силикатов, включая полевые шпаты;
- сформулировал кристаллогеометрические и кристаллохимические закономерности, определяющие возможность образования интерметаллических соединений с различной кристаллической структурой;
- изучал упорядочение/разупорядочение кристаллов разной природы, включая интерметаллиды и минералы;
- работал в области органической химии, определив структуру нескольких соединений (например, сквалена, пигментных веществ и др.).

В 1956—1958 годах был председателем немецкого минералогического общества, в 1960—1966 — членом исполнительного комитета Международного союза кристаллографов. Долгое время сотрудничал с кристаллографическим журналом Zeitschrift für Kristallographie.